# Гаплогруппа G1 (Y-ДНК)
Гаплогруппа G1 (M285) — гаплогруппа Y-ДНК, входит в гаплогруппу G (Y-ДНК) (M201).
Появилась 26,5 тыс. лет назад из макрогруппы G. Последний общий предок современных носителей гаплогруппы G-1 жил 19 400 лет назад (даты определены по снипам компанией YFull).

## Дерево G1
Дерево гаплогруппы G1 выглядит следующим образом:
- • G1 M342, L833, M285
- • • G1* -
- • • G1a L1324, L1325, L1327, L1414
- • • • G1a* -
- • • • G1a1 L201, L202, L203
- • • • G1a2 L1323
- • • G1b L830, L831, L832, L834, L835

## География распространения
G1 распространена на севере Среднего Востока, особенно в Иране, встречается с частотой 5,0-7,5 % среди евреев-ашкенази.

### Персия (Иран)
Гаплогруппа G1 широко распространена среди персов и курдов Ирана.
- персы ― 10,4% (77)[2]
- курды ― 8,0% (25)[2]

### Казахстан
Очень высока частота встречаемости гаплогруппы G1а2 (L1323) среди аргынов Казахстана — около 80 %, по другим данным 67 %.

### Другие страны
Пик линии G1 зафиксирован в Турции — порядка 5 %. В ОАЭ линия встречается с частотой 2,5 %, а в Пакистане около 1 %. В Саудовской Аравии — около 0,5 %. Также встречается в Юго-Восточной Европе (Греция) и на Кавказе (среди адыгейцев — 0,7 % (154)).
С частотой 10—20 % встречается у пуштунов и калашей. Также встречается у армян с частотой 11 % (G1 и G2) в том числе у амшенцев (GG266) — 35 %, у узбеков с частотой 8,6 %. Самое большое скопление разновидностей гаплогруппы находится в Ливане (Финикия).
Гаплогруппа G1 преимущественно обнаружена в Иране, Ливанте, среди евреев-ашкенази и Центральной Азии (особенно в Казахстане).
- CTS11562 — древняя ДНК из Ирана 5115 лет назад,
- G1a1a1 — L201 — Северная Восточная Европа (в том числе Литва),
- G1a1a2 — L1323 — Казахстан (аргыны — 80%–67 %)
- G1a1a3 — GG1- Монголия
- G1a1a4 — Y14914 — Кувейт, Сирия
- G1a1b — GG362 — Словакия, Германия, Турция, Индия (Гуджарат), Северо-Восточная Европа (евреи-ашкенази),
- G1a2a — GG162 — центральная Россия (башкиры),
- G1a2b — GG265 — Армения,
- G1a3 — F454.2 — Северная Западная Европа,
- G1b1a — Z18606 — Северная Восточная Европа (евреи-ашкенази),
- G1b1b — Z30744 — Кувейт, Катар

### Кавказ
Также встречается в Юго-Восточной Европе (Греция) и на Кавказе (среди адыгейцев — 0,7 % (154)).
- мегрелы ― 0 % (65)[4] 0,55 % (364)[6]
- карачаевцы — 0 % (69)[4] 0,8 % (126)[7]

## Палеогенетика

### Средние века
Мадьяры
- MH-137 | MHper137S __ Magyarhomorog-Kónyadomb (grave 137) __ Хайду-Бихар, Северный Альфёльд, Венгрия __ XI век __ М __ G1a1a2a~ (G-Z26335) # H11a > H11a2e*[8].

Империя Юань
- ZZS26 __ Шанду (Zhenzishan cemetery) __ Шилин-Гол, Внутренняя Монголия, Китай __ XIII век __ М __ G1a1 (Z3175[9])[10].

### Новое время
Казахское ханство
- B2_B5 __ Куйгенжар __ Алматинский район, Нур-Султан, Казахстан __ 1744-1824 CE (166±40 BP, LTL20393A) __ М __ G1b-L830 # R2+13500[11].

## Публикации
2010
- Литвинов С. С. Изучение генетической структуры народов Западного Кавказа по данным о полиморфизме Y-хромосомы, митохондриальной ДНК и Alu-инсерций. — Уфа, 2010. — 23 с.

2015
- Balanovsky O; Zhabagin M; Agdzhoyan A; et al. (Апрель 2015). Deep Phylogenetic Analysis of Haplogroup G1 Provides Estimates of SNP and STR Mutation Rates on the Human Y-Chromosome and Reveals Migrations of Iranic Speakers. PLOS One. 10 (4): e0122968. doi:10.1371/journal.pone.0122968. PMC 4388827. PMID 25849548.{{cite journal}}:  Википедия:Обслуживание CS1 (не помеченный открытым DOI) (ссылка)

2016
- Альборова И.Э., Почешхова Э.А., Чиковани Н.Н., Дибирова Х.Д., Агджоян А.Т., Чухряева М.И., Схаляхо Р.А., Кагазежева Ж.А., Балаганская О.А., Романов А.Г., Запорожченко В.В., Степанов Г.Д., Маркина Н.В., Кулакова Т.В., Мустафин Х.Х., Балановский О.П., Балановская Е.В. Особенности генофонда лазов и имеретинцев по данным о полиморфизме Y-хромосомы // Современные проблемы науки и образования. — 2016. — № 5. — ISSN 2070-7428.

2017
- Джаубермезов М. А., Екомасова Н. В., Литвинов С. С., Хусаинова Р. И., Ахметова В. Л., Балинова Н. В., Хуснутдинова Э. К. Генетическая характеристика балкарцев и карачаевцев по данным об изменчивости Y-хромосомы // Генетика. — 2017. — Т. 53, № 10. — С. 1224–1231.

2021
- White AE, de-Dios T, Carrión P, et al. (Декабрь 2021). Genomic Analysis of 18th-Century Kazakh Individuals and Their Oral Microbiome. Biology (Basel). 10 (12): 1324. doi:10.3390/biology10121324. PMC 8698332. PMID 34943238.{{cite journal}}:  Википедия:Обслуживание CS1 (не помеченный открытым DOI) (ссылка)

2023
- Schurr TG; Shengelia R; Shamoon-Pour M; Chitanava D; Laliashvili S; Laliashvili I; Kibret R; Kume-Kangkolo Y; Akhvlediani I; Bitadze L; Mathieson I; Yardumian A (Ноябрь 2023). Genetic Analysis of Mingrelians Reveals Long-Term Continuity of Populations in Western Georgia (Caucasus). Genome Biology and Evolution. 15 (11): evad198. doi:10.1093/gbe/evad198. PMC 10665041. PMID 37935112.